# Miroslav Brzin
Miroslav Brzin, slovenski biokemik, nevrofizolog in pedagog, * 13. april 1923, Ljubija, Bosna in Hercegovina, † 8. avgust 1999, Ljubljana.
Njegova žena je bila Bronislava Brzin, po poklicu mikrobiologinja in imela sta enega sina Jožeta Brzina, ki je bil biotehnolog.

## Študij
Maturiral je leta 1945, nato pa se vpisal na študij kemije na ljubljansko univerzo, in sicer na Naravoslovno-matematično fakulteto. Ker ga je poleg kemije zanimal tudi študij biologije, je hkrati s kemijo opravljal predmete iz biologije na Oddelku za biologijo iste fakultete.
Leta 1951 je diplomiral in se zaposlil na Inštitutu za patološko fiziologijo Medicinske fakultete Univerze v Ljubljani (MF UL), kjer je deloval vse do svoje smrti. Devet let kasneje, leta 1960, je na isti fakulteti tudi doktoriral z disertacijo Mikrogazometrična in mikrogravimetrična metoda za določanje holinesteraz izoliranega predela motorične ploščice: (s posebnim ozirom na delovanje d-tubokurarina) in pridobil naziv doktor biokemijskih znanosti. 
Njegovo področje raziskovanja na Inštitutu za patološko fiziologijo MF UL je obsegalo predvsem prenos živčnih signalov. Največ svojega raziskovalnega časa je namenil prepoznavanju fiziološke vloge encima holinesteraze in njegovi lokalizaciji v celicah.

## Kariera v Sloveniji
Leta 1974 je Miroslav Brzin postal redni univerzitetni profesor za biokemijo na MF UL in izredni član Slovenske akademije znanosti in umetnosti (SAZU), pet let kasneje, torej 29. marca 1979 pa redni član SAZU. 
Od 1980 do svoje smrti je bil predstojnik Oddelka za mednarodno sodelovanje in znanstveno koordinacijo na SAZU. V tem obdobju je bil vodja raziskovalnega programa na Inštitutu za patološko fiziologijo MF UL in pripomogel k uveljavitvi medicine kot pomembnega raziskovalnega področja v Sloveniji. Predaval je tudi na MF v Ljubljani, in sicer na magistrskem študiju; redno je sodeloval pri podiplomskem študiju nevrokemije in nevrobiologije, ki ga je na venezuelskem inštitutu organiziral UNESCO za Latinsko Ameriko. Leta 1976 so ga imenovali za svetovalca UNESCO za podiplomski študij bioloških ved. V letih med 1992 in 1996 je bil tudi član komisije za državne nagrade v znanosti Republike Slovenije. 

## Razvoj kariere v tujini
Vse življenje je bil zelo aktiven, saj je bil pogosto gostujoči znanstvenik v številnih raziskovalnih inštitutih v Evropi in v Ameriki. Leta 1965 je postal član Newyorške akademije znanosti; leta 1976 pa član Mednarodnega in Evropskega združenja za nevrokemijo. 
Svoje znanje je nadgrajeval in izpopolnjeval v sodelovanju s tujimi raziskovalci v Stockholmu (Švedska) na Karolinski univerzi, v Koebenhavnu (Danska) na Carlsbergovem biološkem inštitutu, na univerzi Vanderbilt v Nashvillu v ZDA in venezuelskem inštitutu za znanstvene raziskave (IVIC) v Caracasu. 
K razvoju Brzinove znanstvene kariere je največ pripomoglo njegovo večletno delovanje med letom 1963 in 1968 na Univerzi Columbia v New Yorku, kjer je delal v laboratoriju Davida Nachmansona, ki je bil pionir in takrat vodilna osebnost v nevrokemiji holinergičnega živčnega sistema.

## Raziskovanje
Brzin je bil zelo produktiven in neutruden raziskovalec, saj je bil eden izmed članov uredniških odborov treh mednarodnih znanstvenih revij znanosti o živčevju (Journal of Neuroscience Research, 1979–1996; Neurochemical Research, 1981–1994; International Journal of Developmental Neuroscience, 1984–1988). To se je izkazalo, ko je v sodelovanju s številnimi sodelavci objavil več kot 60 znanstvenih člankov, od tega 50 v uglednih mednarodnih znanstvenih revijah. 
V mednarodnem svetu raziskovalcev holinesteraz se je uveljavil predvsem zaradi razvijanja novih metod. Na Švedskem je z mikrogazometrično tehniko skupaj z J. Zajickom prvi na svetu izmeril aktivnost acetilholin esteraze v posameznem živčno-mišičnem stiku. Rezultate meritev je objavil v reviji Nature (1958). Nekaj let kasneje je razvil še mikrogazometrično tehniko z magnetnim ponirkom, katera je natančno merila aktivnost encimov v posameznih celicah; in mikrogravimetrično tehniko. 
V zadnjih letih je z mlajšimi sodelavci raziskoval predvsem toksične učinke holinesteraznih inhibitorjev na mišice in živčevje, mehanizme živčnega uravnavanja holin esteraz v mišicah in učinke električnega draženja na holin esteraze v vzdražnih tkivih. Poleg raziskav na mišicah je raziskoval tudi aktivnost, lokalizacijo in fiziološko vlogo acetilholin esteraze v ganglijih in osrednjem živčevju.

## Mednarodna srečanja
S svojimi sodelavci z Inštituta za Patološko fiziologijo je organiziral  dve večji mednarodni srečanji na Bledu, in sicer 3. kongres evropskega društva za nevrokemijo leta 1980 in 2. mednarodni  sestanek o holin esterazah leta 1983. Zbornika obeh kongresov sta bila tudi objavljena pri mednarodnih založbah. 

## Nagrade
Miroslav Brzin je bil prejemnik več nagrad. Nagrado sklada Borisa Kidriča je prejel dvakrat (1965 z M. Kovičem in S. Omanom za delo »The magnetic diver balance« in 1982 z Zoranom Grubičem, T. Kiauto, A. Klinar Vister ter J. Sketljem). Prejel je tudi nagrado za izboljšave in tehnične inovacije istega sklada (1977, s S. Omanom) ter Kidričevo nagrado za življenjsko delo (1984) in red Andres Bello Republike Venezuele (1987).

## Dela
• Cholinesterase in denervated end-plates and muscle fibres, The Journal of cell biology (New York), 1963, vol. 19, 349–358 (soavtorica Živa Majcen).
• Acetylcholinesterase in frog sympathetic and dorsal root ganglia : a study by electron microscopy cytochemistry and microgasometric analysis with the magnetic diver, The Journal of cell biology (New York), 1966, vol. 31, 215–242 (soavtorja Virginia M. Tennyson, Philip E. Duffy).
• The appearance of acetylcholinesterase in the dorsal root neuroblast of the rabbit embryo, The Journal of cell biology (New York), 1970, vol. 46, 64–80 (soavtorica Virginia M. Tennyson).
• The appearance of acetylcholinesterase in the myotome of the embryonic rabbit : an electron microscope cytochemical and biochemical study, The Journal of cell biology (New York), 1971, vol. 51, 703–721 (soavtorja Virginia M. Tennyson, Paul Slotwiner).
• Iodide, thiocyanate and cyanide ions as capturing reagents in one-step copper-thiocholine method for cytochemical localizations of cholinesterase activity, Histochemistry (Berlin - Heidelberg - New York - Tokyo), 48, 1976, 48, 283–292 (soavtorica Simona Pucihar).
• Activity, molecular forms, and cytochemistry of cholinesterases in developing rat diaphragm, Muscle & nerve (New York), 4, 1981, 505–513 (s soavtorji).
• Synaptic constituents in health and disease : proceedings of the third Meeting of the European Society for Neurochemistry, Bled August 31st to September 5th, 1980, Ljubljana - Oxford, 1980 (sourednika Herman S. Bachelard, Dušan Sket).
• Recovery of acetylcholinesterase in the diaphragm, brain, and plasma of the rat after irreversible inhibition by soman : a study of cytochemical localization and molecular forms of the enzyme in the motor end plate, Journal of neurochemistry (New York), 37, 1981, 909–916 (soavtorji Zoran Grubič, Janez Sketelj, Biba Klinar Vister).
• Cholinesterases : fundamental and applied aspects : proceedings of the Second International Meeting on Cholinesterases, Bled, Yugoslavia (September 17th to 21st, 1983), Berlin - New York, 1984 (sourednika Eric A. Barnard, Dušan Sket).
• Interactions between intrinsic regulation and neural modulation of acetycholinesterase in fast and slow skeletal muscles, Cellular and molecular neurobiology (New York), 11, 1991, 35–54 (soavtorji Janez Sketelj, Nevenka Črne Finderle, Samo Ribarič).